# Otto Hartmut Fuchs
Otto Hartmut Fuchs (* 4. September 1919 in Schwäbisch Gmünd; † 7. April 1987 in Berlin) war ein deutscher Redakteur, Funktionär der Blockpartei Christlich-Demokratische Union Deutschlands (DDR) und  Widerstandskämpfer gegen das NS-Regime.

## Leben
Otto Hartmut Fuchs stammt aus einer bildungsbürgerlichen katholischen Familie und besuchte das Gymnasium von Schwäbisch Gmünd. In dieser Zeit fand er Anschluss an eine Gruppe der katholischen Jugendbewegung, die im Bund Neudeutschland organisiert war. Als Anführer der Gruppe wurde er von der Gestapo 1937 verhaftet, weil er trotz Verbots die Vereinsarbeit fortsetzte. 1938 begann er ein Studium der Katholischen Theologie in Tübingen, das er in Wien fortsetzte. Zu seinem Studienabschluss gelangte er nicht, weil er 1944 zur Wehrmacht eingezogen wurde. Nach einer erneuten Verhaftung sollte er wegen seines widerständigen Verhaltens vor Gericht gestellt werden.
Fuchs ging wieder nach Württemberg zurück und schloss sich dort der gerade gegründeten Vereinigung der Verfolgten des Naziregimes (VVN) an. Den in Jugendjahren gefassten Entschluss, Priester zu werden, hatte er fallen gelassen. In Stuttgart gründete er die Jugendzeitschrift „Das junge Wort“, mit der er der katholischen Jugend eine Lebensperspektive auf christlicher Grundlage aufzeigen wollte. Nach einigen Jahren redaktioneller Arbeit und nach internen Auseinandersetzungen über den weiteren Weg der Zeitschrift verließ er die Redaktion und gründete ein neues Blatt mit dem Titel „Der Scheinwerfer“. Nachdem dieses Projekt aus finanziellen Gründen gescheitert war, übersiedelte er in die DDR. Er wurde Chefredakteur des Pressediensts der DDR-CDU Union-Pressedienst (Upd). Dabei geriet er auch in kirchenpolitische Kontroversen zwischen dem Führungsanspruch der SED und andersartigen Gesellschaftskonzepten der CDU. Im Zusammenhang mit der „Affäre Dertinger“ wurde er kurzzeitig verhaftet.
Er folgte einem Angebot der Nationalen Front der DDR, eine Zeitschrift für – im Gegensatz zur katholischen Kirche – systemkonforme Katholiken zu entwickeln. Von 1969 bis 1977 war er Chefredakteur der Zeitschrift Begegnung und seit 1977 ihr Herausgeber.
1964 gehörte er zu den Mitbegründern der Berliner Konferenz katholischer Persönlichkeiten aus europäischen Staaten. Sie wurde über die Nationale Front finanziert und arbeitete in enger Absprache mit der SED und unter Mitwirkung der DDR-Staatssicherheit. Fuchs war seit 1970 bis zu seinem Tod ihr Präsident.
Er war Mitglied in der Christlichen Friedenskonferenz (CFK) und beteiligte sich an der von ihr veranstalteten II. Allchristlichen Friedensversammlung 1964 in Prag. Seit 1972 war er Mitglied des CDU-Hauptvorstands. Außerdem nahm er eine Tätigkeit beim Weltfriedensrat wahr, in dessen Präsidium er gewählt wurde.
Fuchs war Inoffizieller Mitarbeiter (IM) der DDR-Staatssicherheit unter dem Decknamen „Hartmut“.

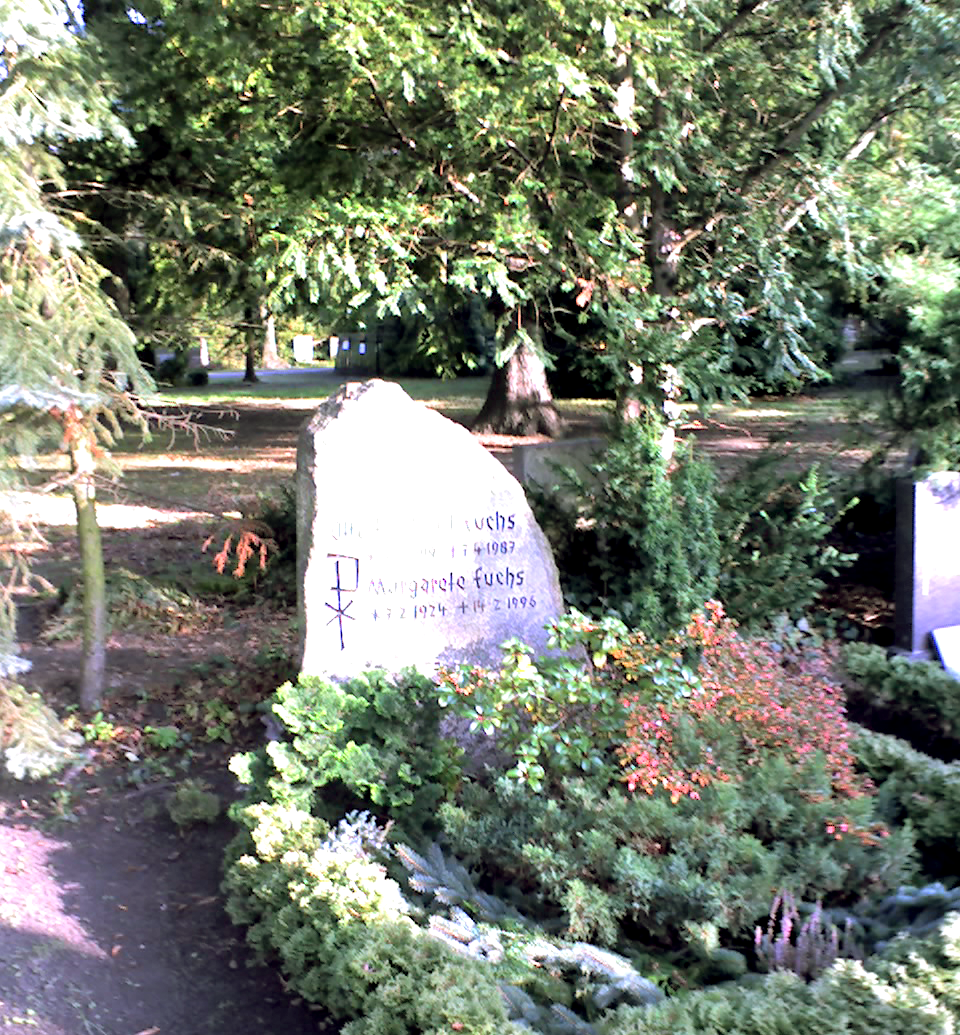
Grab

## Veröffentlichungen
- Otto Hartmut Fuchs, Dtld. mit gefesselten Händen gesegnet. Zum 55. Geb.tag des antifaschist. Blutzeugen Alfred Delp, in: Begegnung. Mschr. dt. Katholiken 2, 1962, H. 9, 5. 12 ff.
- Nikolaj Rostworowski: Znak solidarnosei, dt. Bearbeitung und Übersetzung von Ernst Coltzsch. Im Aufbruch des Konzils. Betrachtungen zum 2. Vatikanum. Bearbeitet und mit einem Nachwort versehen von Otto Hartmut Fuchs, Berlin: Union-Verlag 1969
- Über den Fortschritt der Völker: Papst Pauls VI. Enzyklika „Populorum progressio“; mit einem Vorwort von Otto Hartmut Fuchs / hrsg. vom Sekretariat des Hauptvorstandes der Christlich-Demokratischen Union Deutschlands, = Hefte aus Burgscheidungen Nr. 160, Berlin 1967
- German Guzman: Camilo Torres. Persönlichkeit und Entscheidung, Ü: Ilse Pérez u. Harald Hildebrand, Nachwort: Otto Hartmut Fuchs, Union-Verlag, Berlin/DDR 1972, 377 S., Abb.
- Illustrierte zum 9. Parteitag der Christlich-Demokratischen Union 1958 [in] Dresden, Berlin W 8: Christlich-Demokratische Union Deutschlands, 1958 * Unvergeßliche Tage. Dresden: Union-Verl., 1957

## Auszeichnungen
- Deutsche Friedensmedaille